# Осувка (Журомінський повіт)
Осувка (пол. Osówka) — село в Польщі, у гміні Любовідз Журомінського повіту Мазовецького воєводства.
Населення — 295 осіб (2011).
У 1975-1998 роках село належало до Цехановського воєводства.

## Демографія
Демографічна структура станом на 31 березня 2011 року:
|          | Загалом | Допрацездатний вік | Працездатний вік | Постпрацездатний вік |
| -------- | ------- | ------------------ | ---------------- | -------------------- |
| Чоловіки | 133     | 27                 | 89               | 17                   |
| Жінки    | 162     | 34                 | 79               | 49                   |
| Разом    | 295     | 61                 | 168              | 66                   |